# Карпентер, Нафанаил
Нафанаил Карпентер (англ. Nathaniel Carpenter; 1589—1628) — английский философ и педагог.
Профессор в Оксфорде, Эксетере и Дублине, написал в опровержение Аристотеля «Philosophia libera triplici exercitationum decade proposita» (Франкфурт, 1621, под псевдонимом N. С. Cosmopolitanus) и, кроме того, «Geography delineated forth in two books» (1625—1635) и «Achitophel or the picture of a wicked politician» (1627—1642).